# Lixa
Lixa este un oraș în Felgueiras, Portugalia. Are 12.58 km2. 